# Signor S
Signor S è il diciottesimo singolo del cantante e musicista Giorgio Vanni, pubblicato il 14 febbraio 2020.

## Descrizione
Signor S è una canzone del 2017, scritta da Luigi Calagna e Sofia Scalia su musica di Max Longhi e Giorgio Vanni. Originariamente era stata scritta e pensata per il duo che ha redatto il testo, conosciuti con il nome di "Me contro Te". Tre anni dopo l'artista ha pubblicato la demo della canzone da lui cantata come singolo con il titolo Signor S (MIL Version). La canzone era stata precedentemente presentata all'interno del video Made in Lova Ep. 01 - Signor S (Giorgio Vanni Version), un format di video per YouTube, ideato da Max Longhi e Giorgio Vanni per presentare alcuni retroscena del loro lavoro. L'acronimo MIL viene da "Made in Lova".

## Tracce
Download digitale
Testi di Luigi Calagna e Sofia Scalia, musiche di Max Longhi e Giorgio Vanni; edizioni musicali Lova Music S.r.l. sotto licenza esclusiva Pirames International S.r.l..
1. Giorgio Vanni – Singor S (MIL Version) – 3:00

## Produzione e formazione
- Giorgio Vanni – Voce
- Daniel Tek Cuccione – Produzione e arrangiamento al Lova Music (Studio Milano)
- Max Longhi – Produzione e arrangiamento al Lova Music (Studio Milano)

## Video musicale
Per la canzone non è stato pubblicato un video musicale ma solo un video con testo all'interno del primo episodio della rubrica Made in Lova.

### Produzione
- Giorgio Vanni – Ideazione e direzione
- Max Longhi – Ideazione, direzione, montaggio video, editing e riprese
- Daniele Cuccione – Collaborazione all'ideazione e alla direzione, montaggio video, editing, riprese e post audio
- Gabro Nicolosi – Grafiche
- Jacopo Mangiameli – Video Lyrics per Erazero